# Liste der Baudenkmäler im Hochsauerlandkreis

Hochsauerlandkreis

Die Liste der Baudenkmäler im Hochsauerlandkreis umfasst:
- Liste der Denkmale der Stadt Arnsberg
- Liste der Baudenkmäler in Bestwig
- Liste der Denkmäler in Brilon
- Liste der Baudenkmäler in Eslohe
- Liste der Baudenkmäler in Hallenberg
- Liste der Baudenkmäler in Marsberg
- Liste der Baudenkmäler in Medebach
- Liste der Baudenkmäler in Meschede
- Liste der Baudenkmäler in Olsberg
- Liste der Baudenkmäler in Schmallenberg
- Liste der Baudenkmäler in Sundern
- Liste der Baudenkmäler in Winterberg

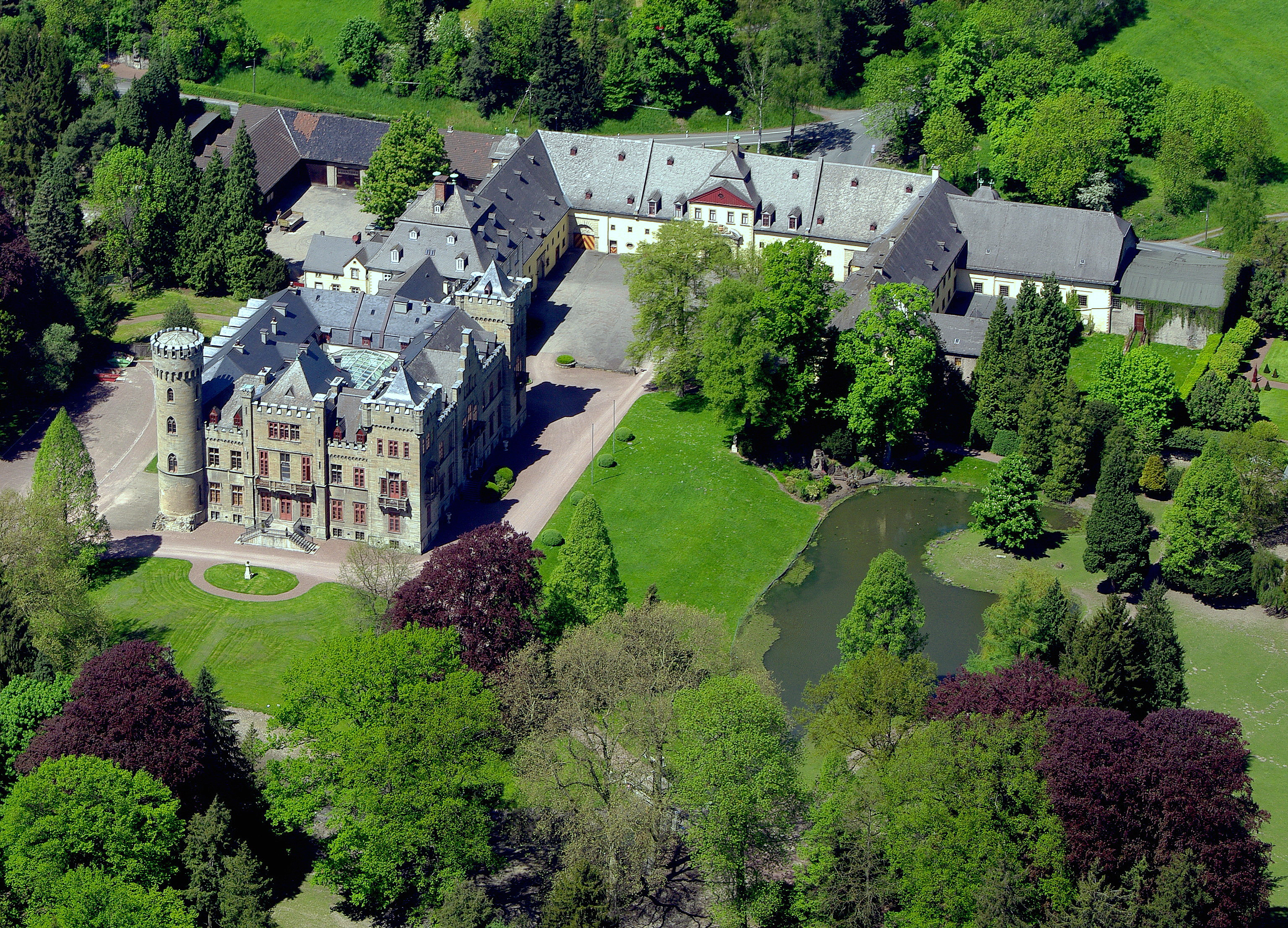
Schloss Herdringen (Arnsberg)
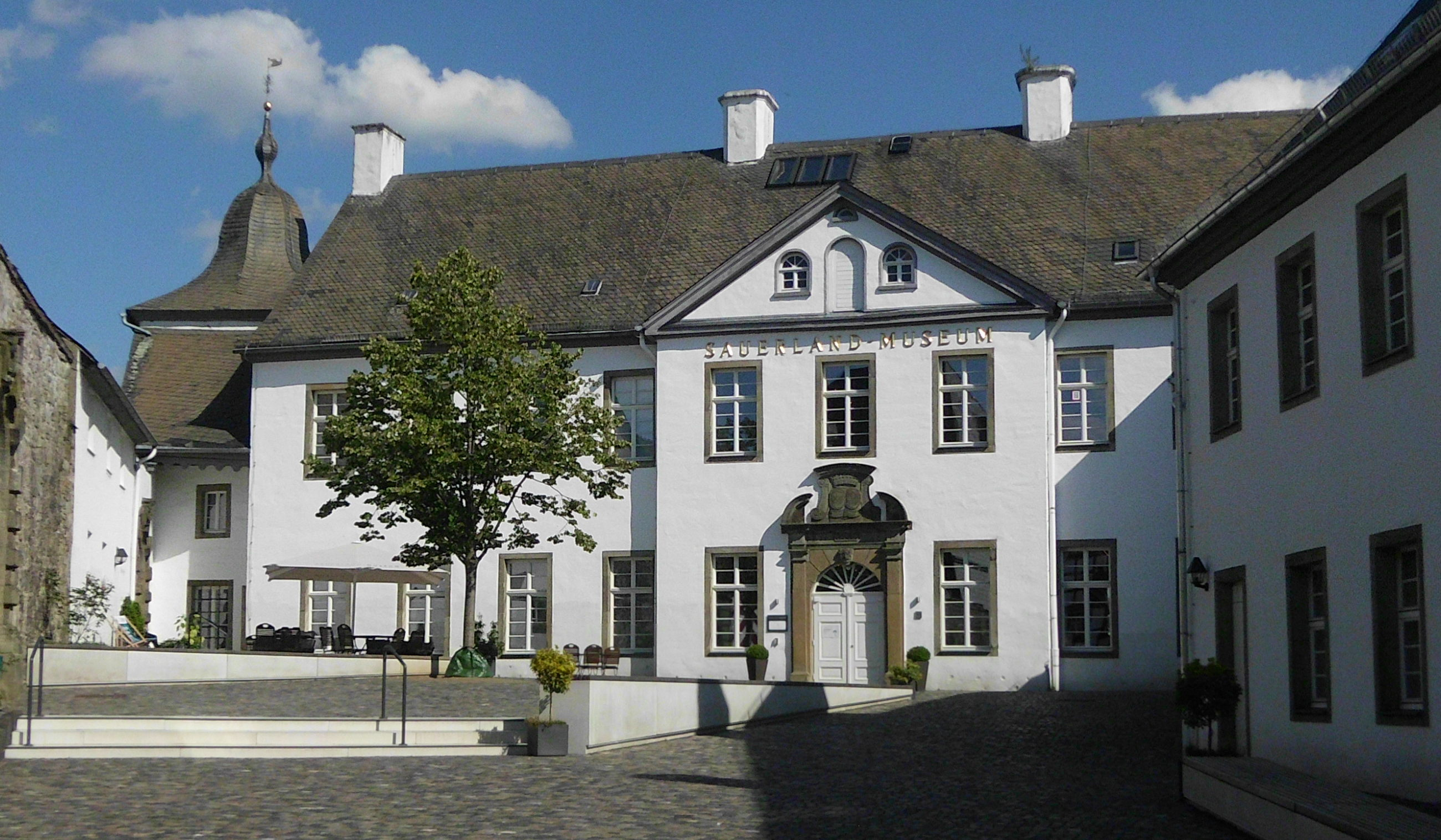
Landsberger Hof (1605) Sauerland-Museum (Arnsberg)
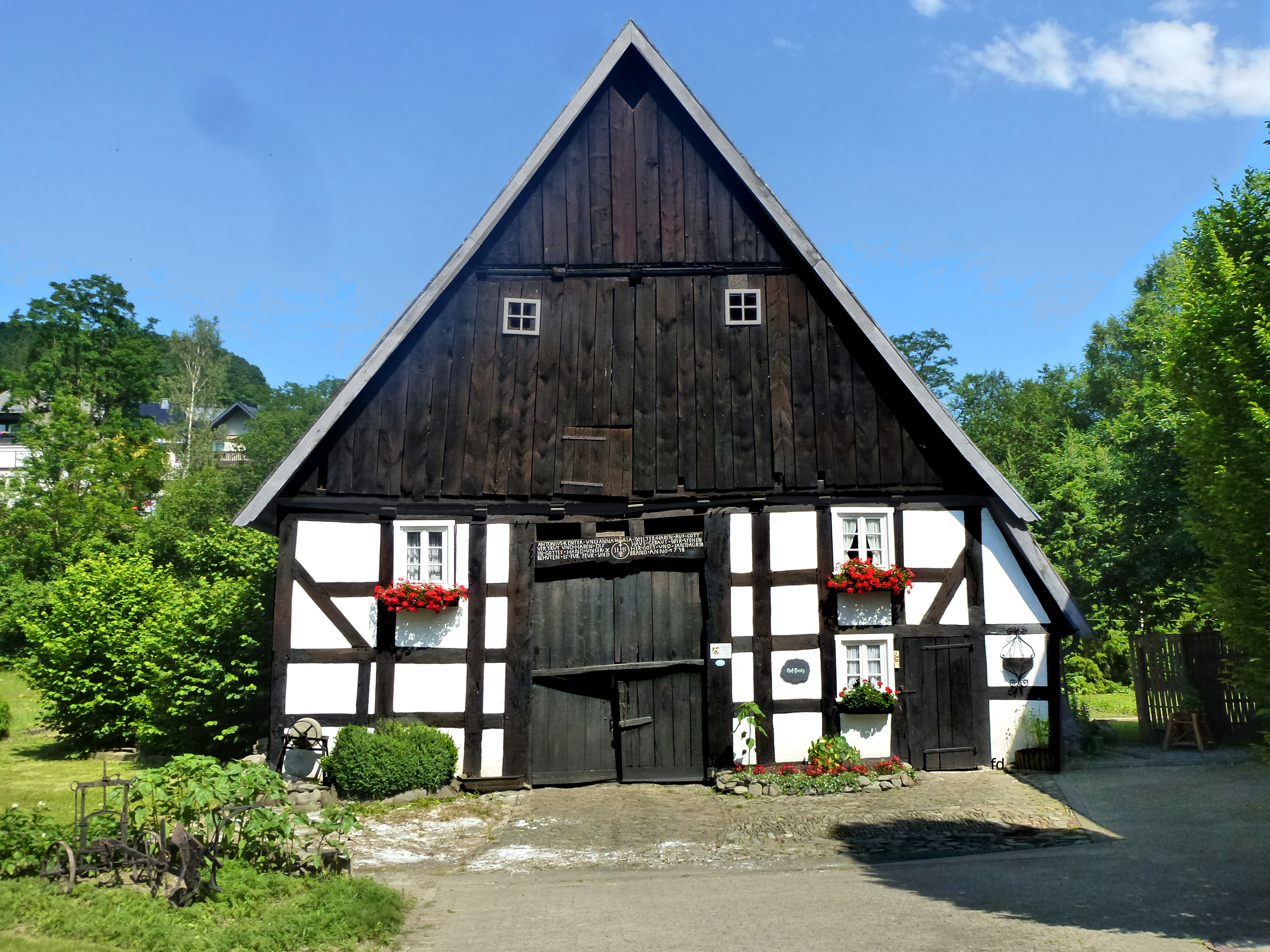
Fachwerkhaus Heringhausen (Bestwig)
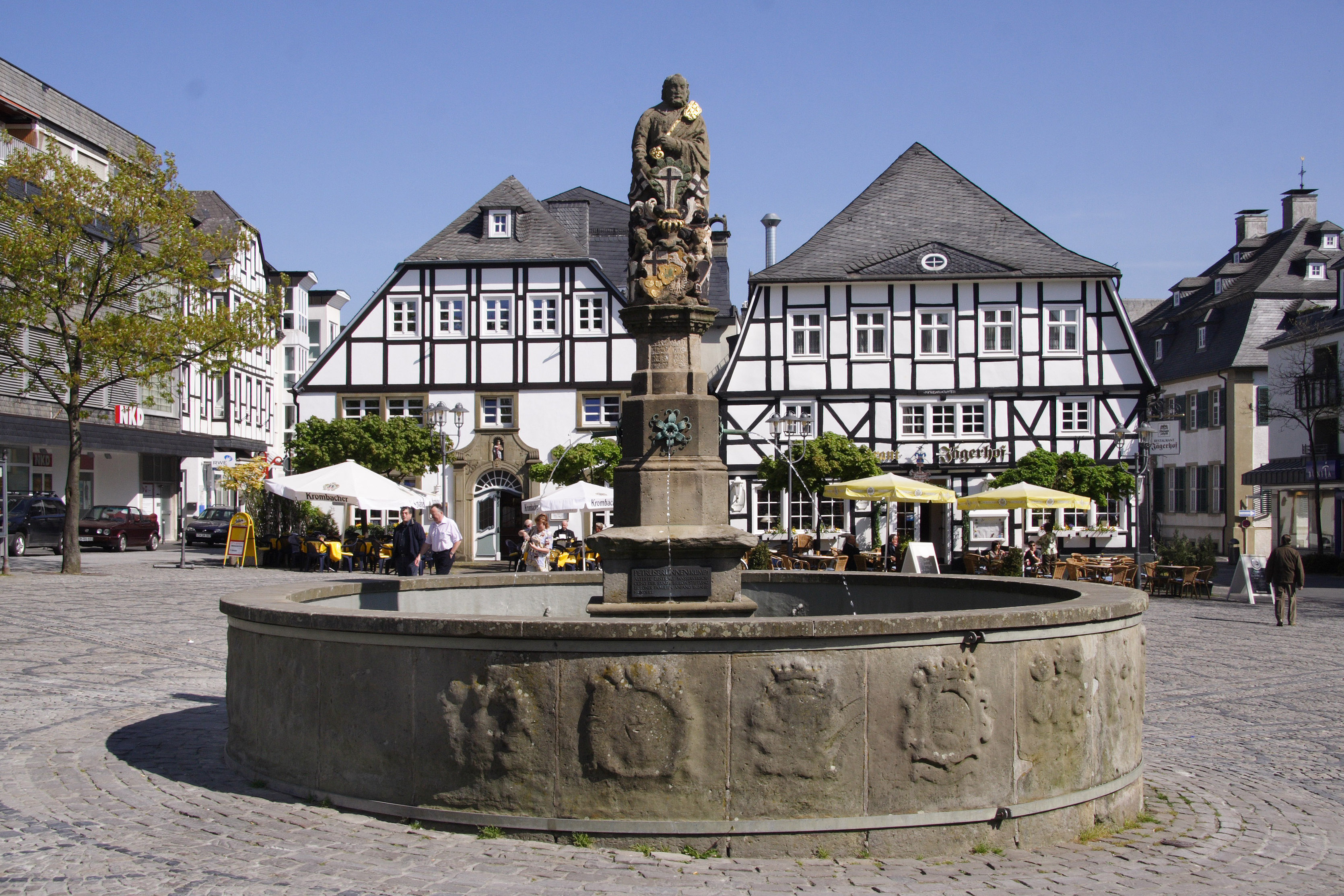
Marktbrunnen (14. J.) (Brilon)
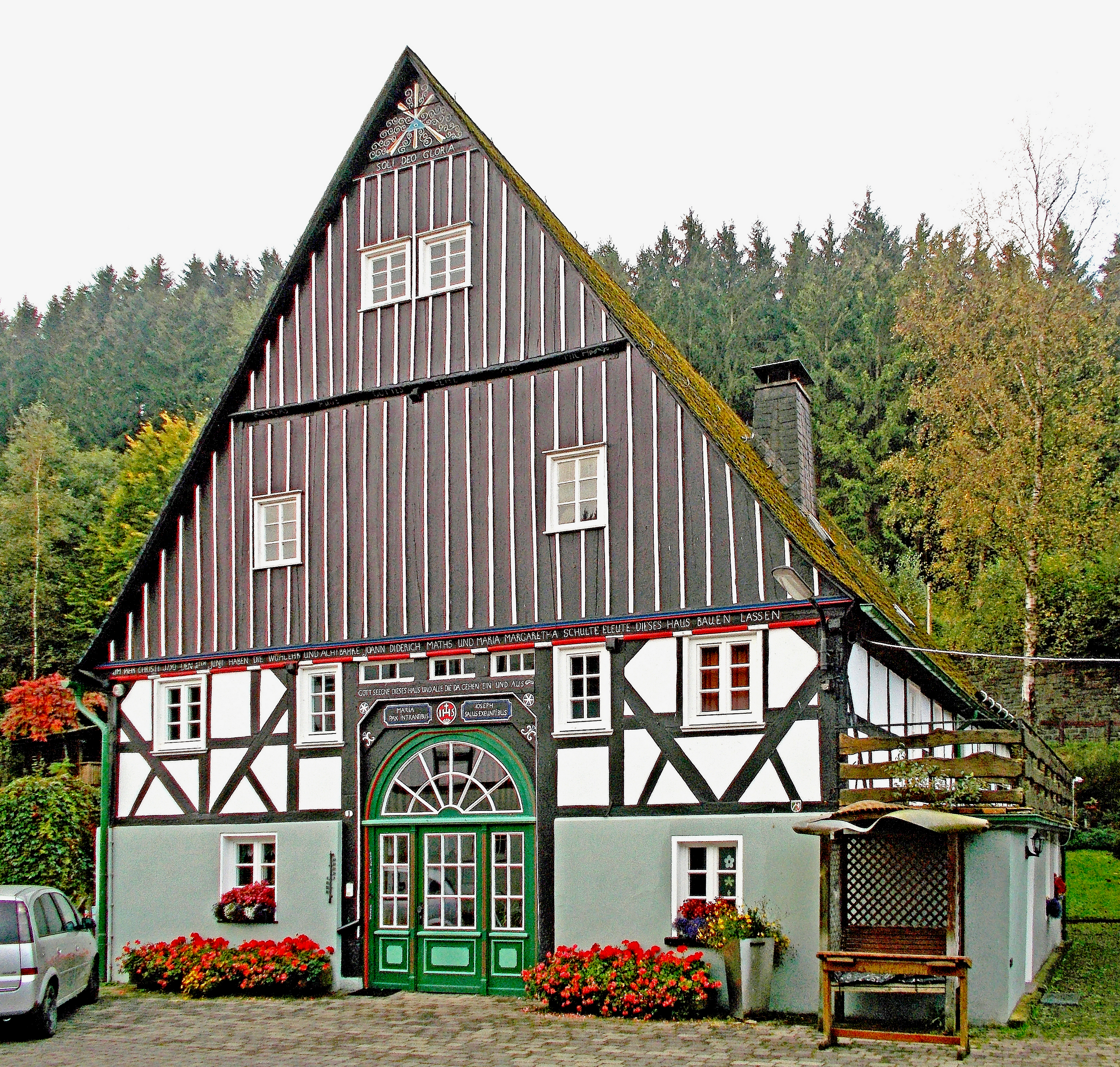
Sallinghausen 1 (Eslohe (Sauerland))
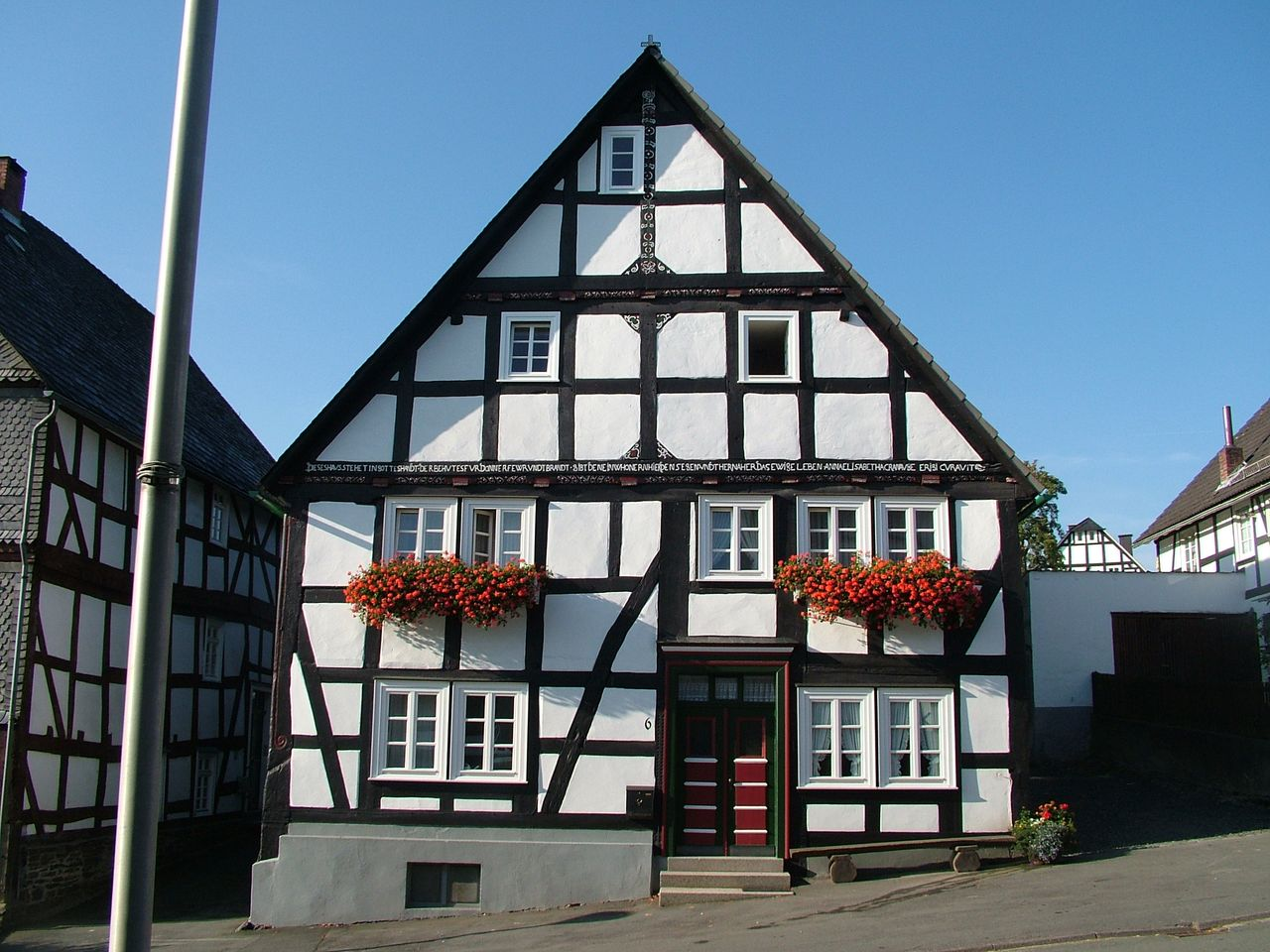
Fachwerkhaus (Hallenberg)
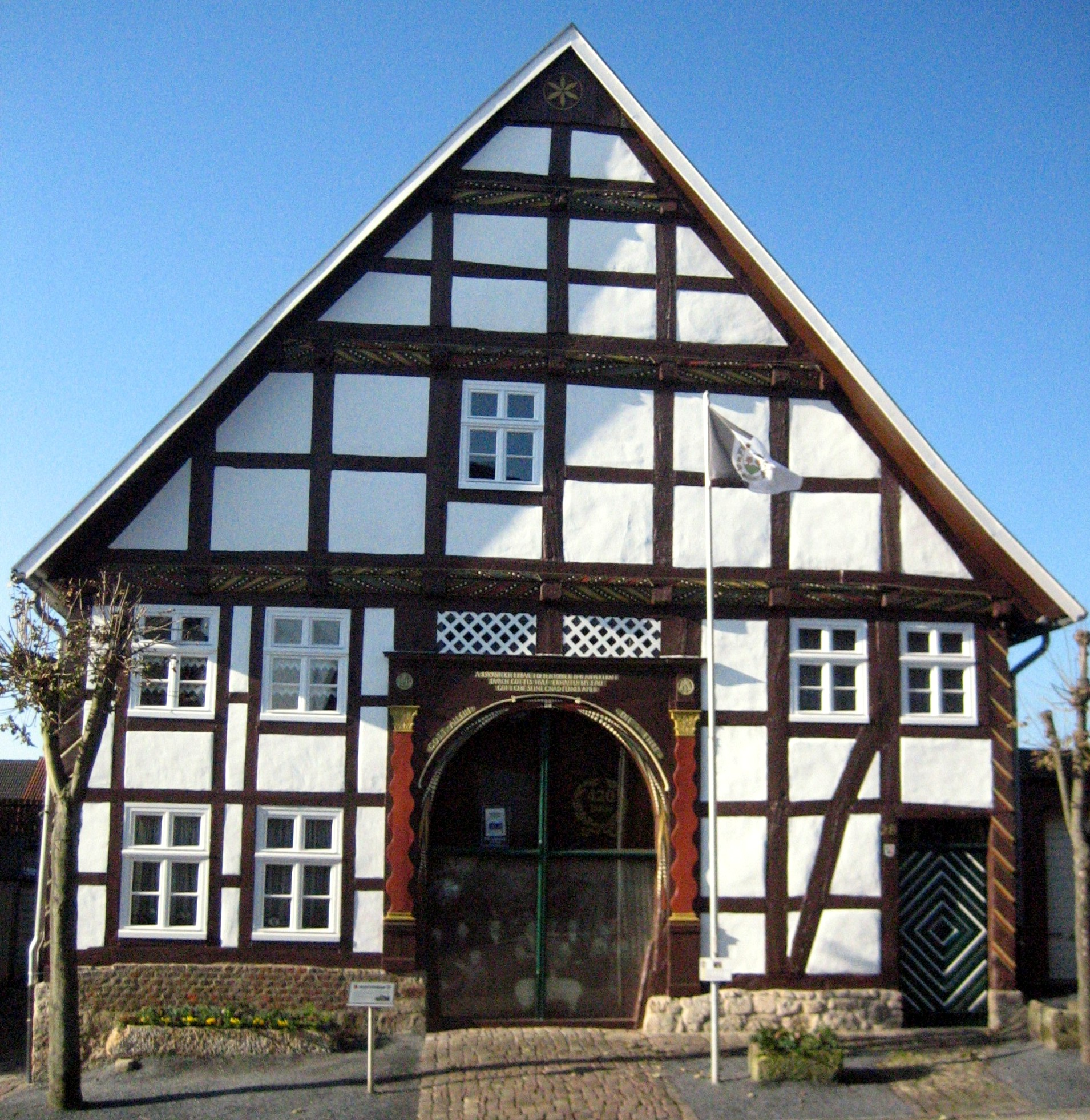
Haus Böttcher (1589) (Marsberg)
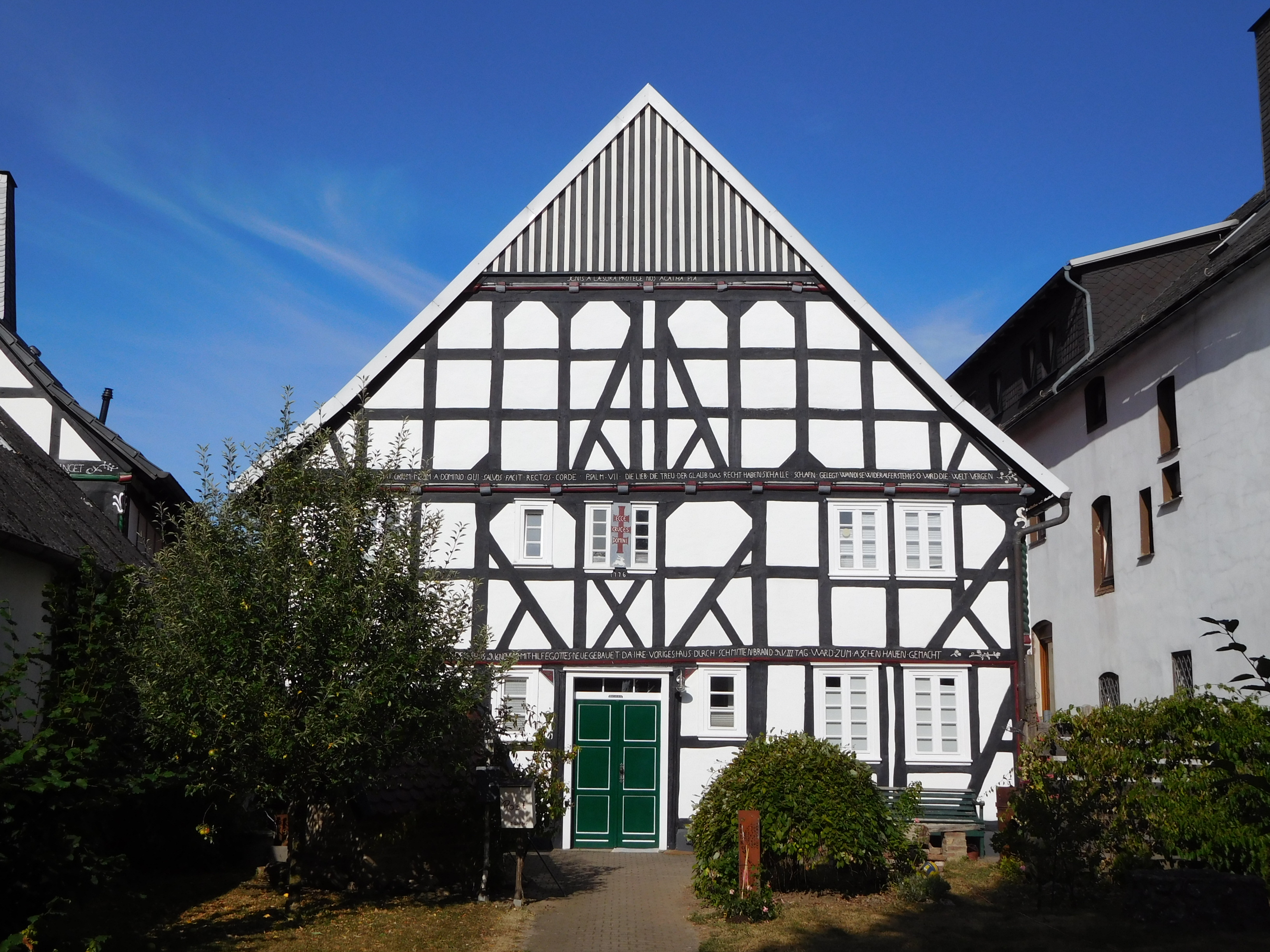
Fachwerkhaus Junkernhof 2 (Medebach)
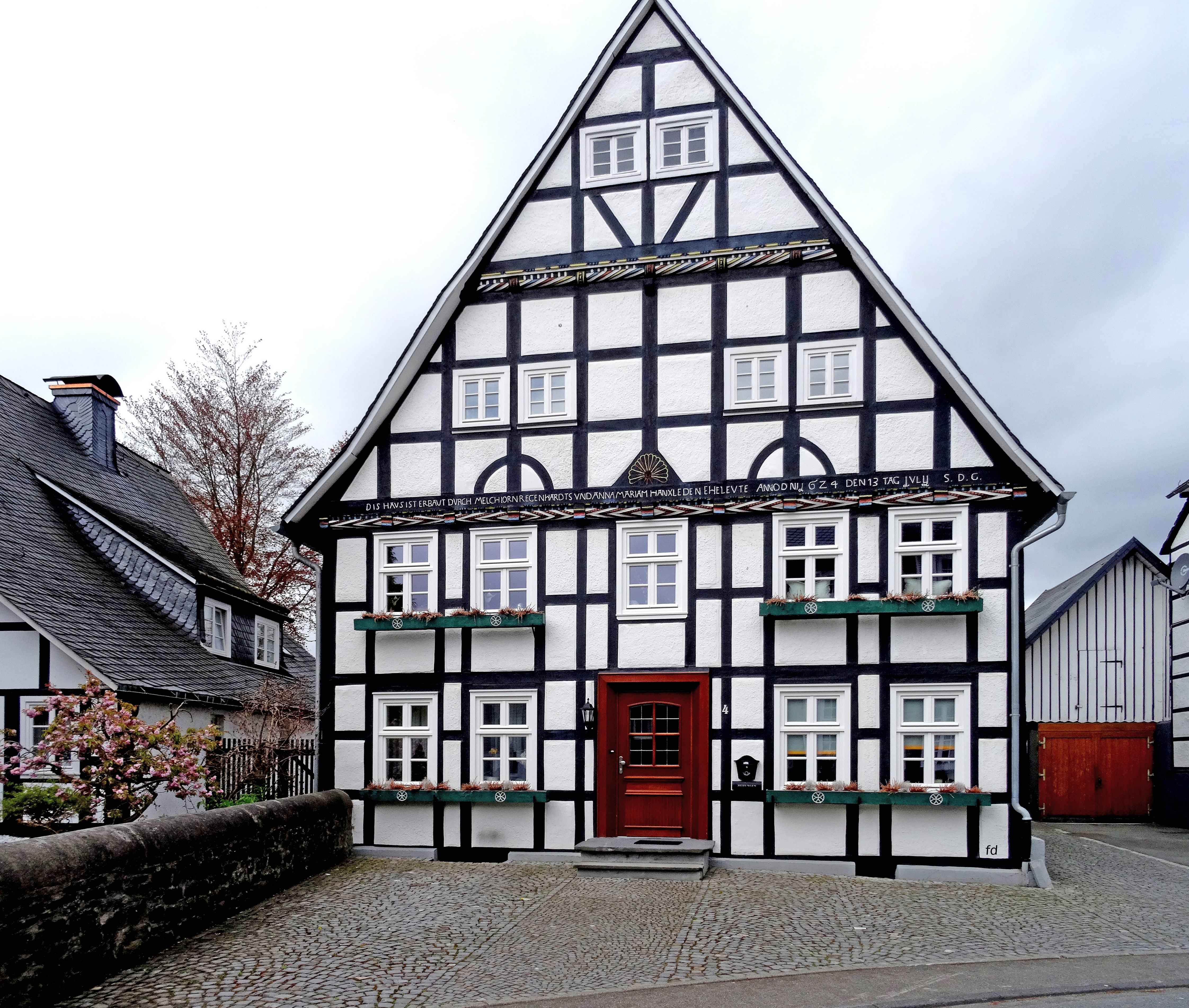
Fachwerkhaus in Bigge (Olsberg)
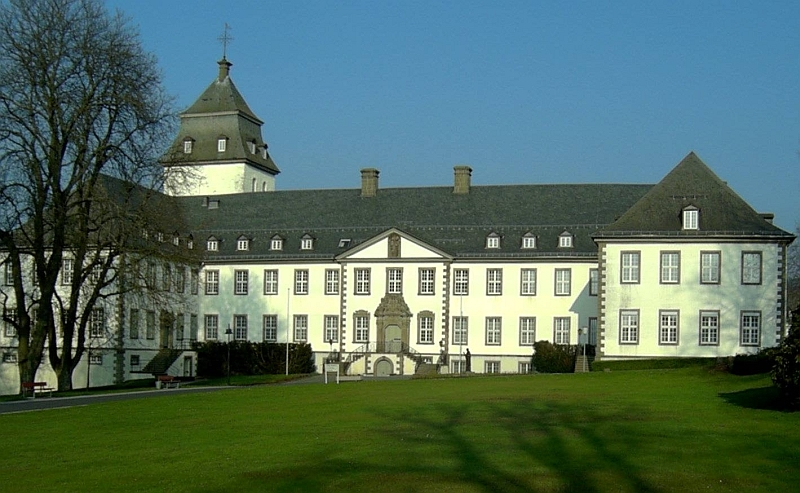
Benediktinerabtei (1050) (Schmallenberg)
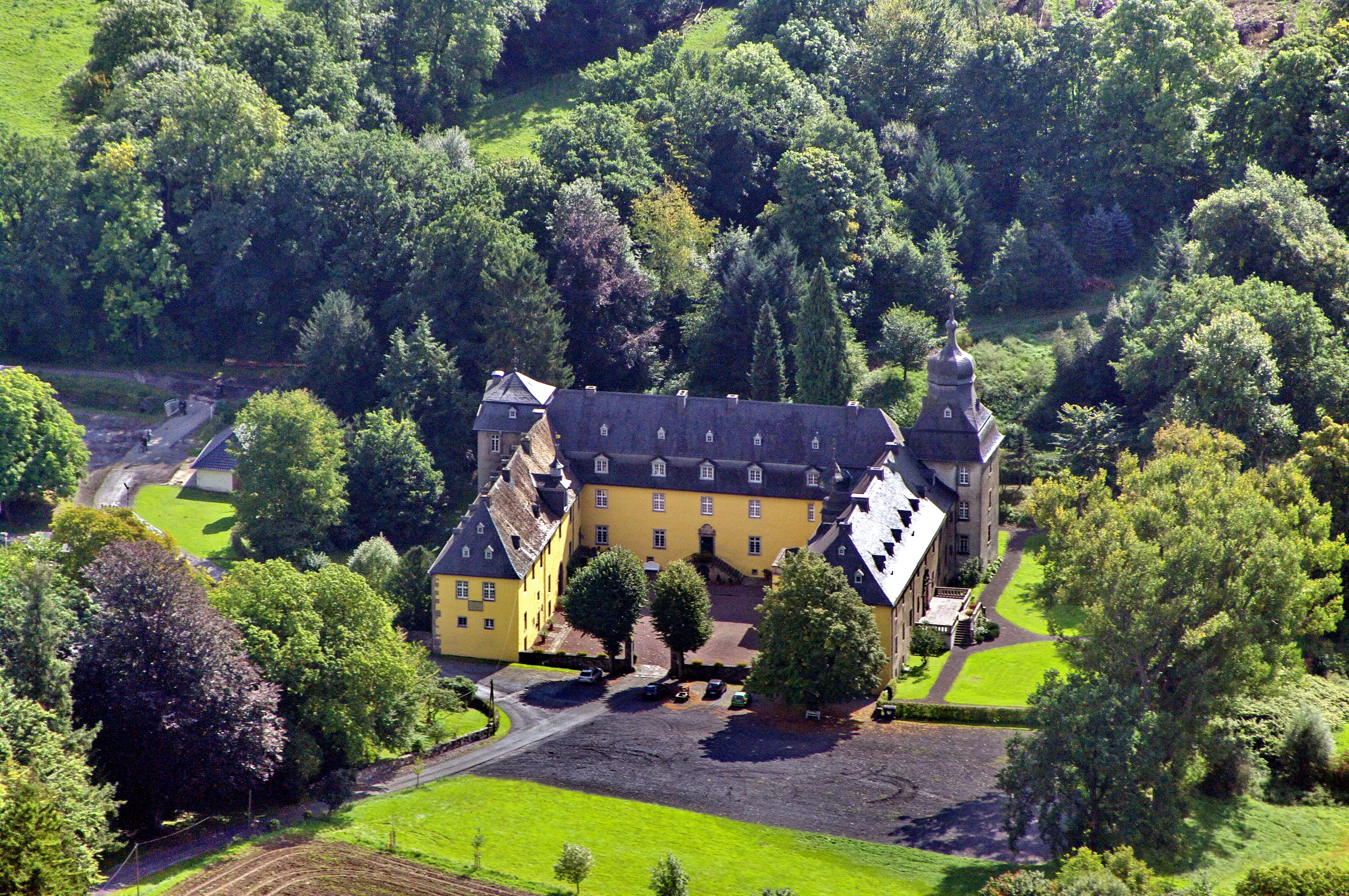
Schloss Melschede (Sundern (Sauerland))
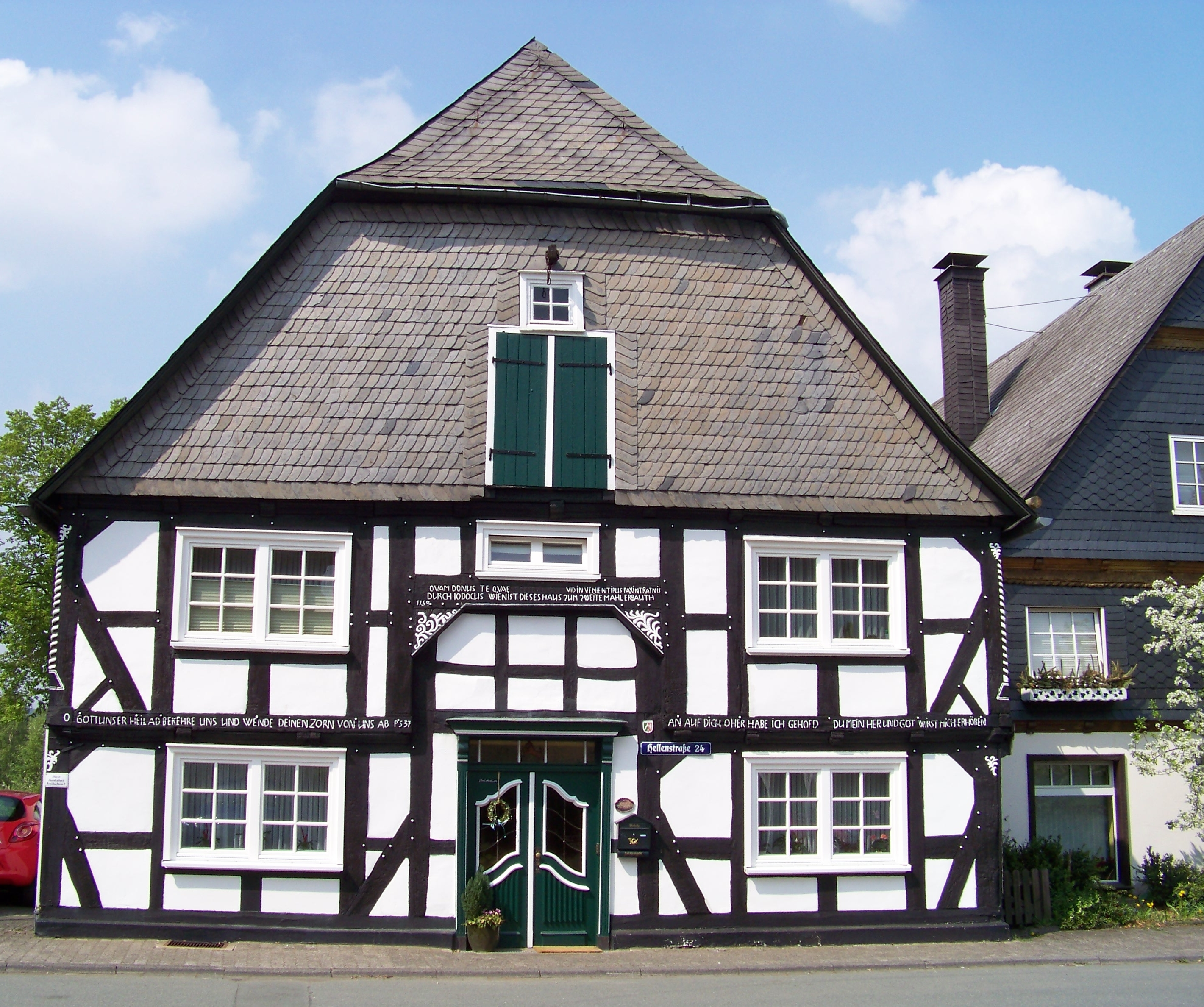
Fachwerkhaus (1759) Hellenstraße 24 (Winterberg)